# Sewadjkare
Sewadjkare (chính xác hơn là Sewadjkare I) là một vị pharaon Ai Cập của vương triều thứ 13 trong thời kỳ Chuyển tiếp thứ hai. Theo các nhà Ai Cập học Kim Ryholt và Darrell Baker, ông là vị vua thứ mười một của vương triều này và đã cai trị trong một thời gian ngắn vào khoảng năm 1781 TCN. Ngoài ra, Thomas Schneider, Detlef Franke và Jürgen von Beckerath lại coi ông như là vị vua thứ mười của vương triều thứ 13, cùng với đó Schneider xác định triều đại của của ông vào năm 1737 TCN.

## Bằng chứng
Không có bằng chứng đương thời nào của Sewadjkare còn tồn tại cho đến ngày nay và vị pharaon này chỉ được chúng ta biết đến nhờ vào cuộn giấy cói Turin. Bản danh sách vua này đã được biên soạn vào giai đoạn đầu của thời đại Ramesses từ các văn kiện cổ xưa và giữ vai trò là nguồn sử liệu chính về các vị vua thuộc thời kỳ Chuyển tiếp thứ hai. Tên của Sewadjkare xuất hiện ở cột thứ 7, dòng thứ 13 của cuộn giấy cói.

## Độ dài triều đại
Cuộn giấy cói Turin thường ghi lại độ dài triều đại của các vị vua mà nó liệt kê; tuy nhiên độ dài triều đại của Sewadjkare lại nằm trong khoảng trống bị mất. Chỉ có số ngày là được lưu giữ lại một phần và Ryholt đã đọc là từ 11 cho đến 14 ngày. Khoảng trống dùng để ghi lại dường như phù hợp với tổng thời gian của triều đại như được ghi chép trên cuộn giấy cói Turin đã khiến cho Ryholt nên giả thuyết về một triều đại kéo dài tối thiểu là nửa tháng. Với việc thiếu hụt hoàn toàn các bằng chứng đương thời dành cho Sewadjkare, có vẻ như ông là một vị vua sớm nở chóng tàn.

## Đồng nhất
Có hai vị pharaon khác cùng mang tên Sewadjkare đã trị vì trong giai đoạn sau của thời kỳ Chuyển tiếp thứ hai. Sewadjkare Hori II, còn được gọi là Hori II, trị vì vào giai đoạn gần cuối của vương triều thứ 13, từ khoảng năm 1669 cho đến năm 1664 trước Công nguyên. Một vị vua khác có cùng tên prenome là Sewadjkare III của vương triều thứ 14, ông ta cũng chỉ được biết đến thông qua cuộn giấy cói Turin. Sewadjkare III đã cai trị trong một thời gian ngắn, trong khoảng giữa năm 1699 và 1694 TCN.